# Écretteville-lès-Baons
Écretteville-lès-Baons is een gemeente in het Franse departement Seine-Maritime (regio Normandië) en telt 420 inwoners (1999). De plaats maakt deel uit van het arrondissement Rouen.

## Geografie
De oppervlakte van Écretteville-lès-Baons bedraagt 9,5 km², de bevolkingsdichtheid is 44,2 inwoners per km².
De onderstaande kaart toont de ligging van Écretteville-lès-Baons met de belangrijkste infrastructuur en aangrenzende gemeenten.

## Demografie
Onderstaande figuur toont het verloop van het inwonertal (bron: INSEE-tellingen).